# 三宅正治
三宅 正治（みやけ まさはる、1962年（昭和37年）11月15日 - ）は、フジテレビのエグゼクティブアナウンサー。

## 来歴・人物
広島県広島市出身。広島市立二葉中学校、広島市立基町高等学校、早稲田大学商学部卒業。1985年、フジテレビにアナウンサーとして入社。
同期入社は軽部真一、長野智子、松田朋恵、永麻理、小田多恵子。日本テレビの船越雅史は大学の1年後輩にあたる。また福井謙二、山中秀樹、西山喜久恵とは同郷である。
フジテレビを志望した理由は「日本ダービーの実況がしたいから」であった。入社12年目にして達成し（1996年、優勝馬フサイチコンコルド）、以降2004年までは2002年を除いて毎年ダービーの実況を担当した。また、有馬記念の実況を2005年から2011年まで担当した。
関西テレビに同年に入社した山本浩之によると、三宅は関西テレビの入社試験も受験していたがフジテレビから先に内定を得たため辞退したとのことである。
もう1つ、アナウンサーとしての希望は、大ファンである「プロ野球・広島東洋カープの日本一の瞬間を実況すること」。こちらは叶えられていない。
スポーツアナウンサーとしては競馬の他にもプロ野球、F1、格闘技、バレーボール、全日本女子プロレス中継など幅広く実況を担当した。
F1においては1990年ベルギーグランプリから実況に参加。それまで、モナコや日本といったフジテレビにとって重要と位置づけられたグランプリレースは古舘伊知郎が実況を務めていたが、1992年モナコグランプリにおいて、出演の都合がつかなかった古舘に代わり、アイルトン・セナとナイジェル・マンセルが死闘を繰り広げた、F1の歴史に残る名勝負と言われる決勝の実況を務めた。この時発した「ここはモナコモンテカルロ、絶対に抜けない!」というフレーズは、三宅の名実況のひとつとして知られている。
1994年サンマリノグランプリでは、ローランド・ラッツェンバーガーとセナが相次いで事故死した瞬間を実況することとなった。決勝レースの最後まで実況を務めたものの、日本への決勝レース中継は中断を余儀なくされ、現場のイモラ・サーキットからの生中継に切り替わり、解説の今宮純、ピットリポーターの川井一仁と3人でセナの事故死を伝えた。その後、同年の日本グランプリを最後に降板した古舘に代わり、1995年から日本グランプリの実況を4年間務め、1999年を最後にF1の実況から降板した。
2004年アテネオリンピックにおいて、フジテレビを代表してジャパンコンソーシアムの一員としてテレビ中継の実況に参加、開会式（民放での録画放送）、柔道、女子バレーボールの実況を務めた。柔道に関しては、道谷眞平と共に実況を務め、三宅が実況を務めた男女7階級のうち6階級で日本代表選手が決勝へ進出、野村忠宏や阿武教子、塚田真希をはじめ、金メダル4個・銀メダル2個の獲得の瞬間を実況した。また、柔道女子52kg以下級準決勝において、横澤由貴が残り1秒で袖釣込腰の一本により劇的な逆転勝利・決勝進出を決めた瞬間を実況した。
2000年4月から『プロ野球ニュース』の総合司会を務め、2001年4月からの後継番組『すぽると!』でも引き続き総合司会を務めた。
『すぽると!』については、2006年10月から平井理央とのコンビ固定で月曜から金曜を担当していた。その後、2007年10月からは土曜を担当していた佐野瑞樹がニューヨーク支局へ勤務のため番組を降板、土曜を本田朋子と共に担当することになり、金曜の担当からは降りることになった。しかし、2008年4月から週末に渡辺和洋が復帰したため、半年で土曜の担当から金曜に復帰した。
2011年3月24日放送分を最後に、番組開始10周年を一つの節目として番組勇退を決定。『プロ野球ニュース』から加えて11年に渡るスポーツキャスターから引退し、中継・アナウンス部長活動に専念することとなった。
バラエティ番組に関しては、入社1年目（1985年）に放送を開始した『夕やけニャンニャン』金曜日にレギュラー出演、新人ながらも「アイドルを探せ!」等のコーナー司会を務めた経験があったが、2000年代に入るとバラエティ番組への出演も多くなり、『クイズ!ヘキサゴン』（深夜番組時代）の司会を務めたほか、『熱血!平成教育学院』、『ネプリーグ』にも出演した。後述の『めざましテレビ』担当以降は他のめざましファミリーと共に出演することも多くなっている。2009年には、アニメ『空中ブランコ』第4話で本人役として声のみの出演も行っている（エンディングでは「野球実況」とクレジット）。

### スポーツ実況降板・情報番組総合司会就任へ
2012年4月2日から、病気療養のため番組を降板することになった大塚範一の後任として『めざましテレビ』の2代目総合司会として登板。三宅にとって、情報番組への登板は入社以来これが初めてとなる。これにより、共演が少なかった同期の軽部とはレギュラーで共演することとなった。
2012年3月12日にフジテレビアナウンス室公式サイト（アナマガ）内のスポーツアナウンサー共同ブログにおいて、スポーツ実況の第一線から卒業し、『めざましテレビ』に専念すると発表した。そのため、実況アナウンサーとしては2011年12月25日放送の『みんなのKEIBA』（第56回有馬記念）の実況が最後となり、2012年3月18日放送の『みんなのKEIBA』にてフジテレビ賞スプリングステークス優勝騎手（ミルコ・デムーロ）インタビューを担当したのがスポーツアナウンサーとしての公式での最後の活動となった。スポーツ実況降板に合わせ、長年務めてきたJRA賞の選考委員・民放記者競馬クラブの会員も辞任した。ただし、スポーツ中継から完全に身を引いたわけではなく、『ダイヤモンドグローブスペシャル』（現FUJI BOXING）などでMCという形で出演することはある。
『めざましテレビ』登板後は、報道特別番組（国政選挙・衆議院議員総選挙・参議院議員通常選挙）実施に伴う選挙特別番組も含む）の司会を担うこともある。
2017年11月15日の『めざましテレビ』放送終了後、急性胆管炎と診断され入院していたが、同年12月1日に退院し、同年12月11日に復帰した。
2022年11月に定年（60歳）を迎えたが、それを目前に控えた同年7月1日付の人事異動でエグゼクティブアナウンサー（役員待遇）となったため、現在も継続してフジテレビに在籍している。
2024年9月27日を持って12年半務めた『めざましテレビ』の総合司会を退任した（後任にはフジテレビ局次長の伊藤利尋が総合司会に就任した）。

### 趣味
アニメやドラマ鑑賞が趣味で、アニメは週に20～30本、ドラマは週に15本程度見ている。ライブ鑑賞も好きであり、アニソンシンガーを中心に年間40本参戦している。
嫌いな食べ物はトマト。

## 競馬GI実況歴
1988年、25歳のときに安田記念でGI初実況を果たし、翌1989年にクラシック競走の1つである優駿牝馬（オークス）を実況。以降2011年まで、2002年を除き毎年GIの実況をこなし、上述の通り1996年には入社志望理由の一つだった東京優駿（日本ダービー）の実況を果した。

### 実況コレクション
- 「平成5年に全国で生まれたサラブレッドの数、10,256頭、そして、栄えある日本ダービーに出場できたのは、わずかに17頭[注 3]。2400mの果てにある、たった一つの栄光を目指して間もなくスタートの時を迎えます」（1996年日本ダービー）

- 「先頭はサクラスピードオー、サクラスピードオー1馬身のリード、1馬身のリード!さらにその後ろから3番のダンスインザダーク来た!ダンスインザダーク、フサイチコンコルド!外目を突いて10番のイシノサンデーがやって来た!先頭はしかし、先頭はしかし、ダンスインザダーク、外からフサイチ、外からフサイチ、外からフサイチコンコルド、ダンスインザダーク、内のほうからメイショウジェニエ、先頭はダンスインザダークか、コンコルドだ!コンコルドだ、外から音速の末脚が炸裂する!フサイチコンコルド!!勝ったのはフサイチコンコルド、そして2着にダンスインザダーク!今、今、ひとつの競馬の常識が覆された!フサイチコンコルド、なんとわずか3戦目でダービー制覇!今、大きな音を立てて競馬界を支配していた常識が崩れ落ちます。まさに日本のラムタラ!わずか3戦目でダービー制覇!いや、しかし、驚きました」（同上）

- 「平成6年に日本で生まれたサラブレッドの総数はおよそ9800頭。この中からダービーに進むことができたのはたった18頭です。第64回日本ダービー、その18頭をすばらしい青空と、そして、柔らかな風が包んでいます」（1997年日本ダービー）

- 「さあ、4コーナーをカーブして直線コース、先頭はサニーブライアン、サニーブライアン依然として先頭だ!フジヤマビザン、そして、そしてマチカネフクキタル、その間に苦しい位置サイレンススズカ、さあ外目を突いてエアガッツ、メジロブライト、さらに、シルクジャスティスも飛んできているが、先頭は残り200（m）、坂を上がって、サニーブライアン先頭!サニーブライアン先頭だ!外からシルクジャスティス、シルクジャスティス、間を割ってランニングゲイルも来た!サニーブライアンだ!サニーブライアンだ!これはもう、フロックでもなんでもない!二冠達成!!これはもう、フロックでもなんでもない!サニーブライアン堂々と二冠達成です!!勝ちタイムは2分25秒9!上がりの3ハロン、35秒1!この上がりでは後ろの馬は届かない!!」（同上）

- 「さあ、先頭はサイレンススズカ、サイレンススズカ、依然として4馬身のリードムチが入った左ムチ、河内（洋）の左ムチが入っている、内からヤシマソブリン、さらにその内からジェニュイン、外からエアグルーヴ、エアグルーヴも来ているロイヤルタッチ、外からエアグルーヴが来た、エアグルーヴが来たあーっ!残り200（m）、残り200!先頭はサイレンススズカ、バブル（ガムフェロー）をかわした、バブルをかわした、エアグルーヴか?エアグルーヴか?内からバブル!内からバブル!内からバブル!バブルかエアか!?バブルかエアか!?エアグルーヴ〜!!恐ろしい馬です!恐ろしい馬だ!!バブルガムフェローをかわした!15頭の男馬を蹴散らした、エアグルーヴと武豊!これが女馬の走りでしょうか。ねじ伏せました!力でねじ伏せた、エアグルーヴと武豊!」（1997年天皇賞・秋）

- 「さあグラスワンダーが早くも4番手、外目を突いて、さあ、どこまで千切るんだグラスワンダー!4コーナーをカーブして直線コース、先頭はマウントアラタいっぱいになったか、マイネルラヴ先頭か、外からグラスワンダー、グラスワンダー、内からフィガロ、内からフィガロ、（福永）祐一も来た、祐一も来た、しかしグラスワンダーだ、グラスワンダー先頭、グラスワンダー先頭!そしてマイネルラヴが2番手粘っている、マイネル粘っている、（フィガロ鞍上の）祐一が3番手、しかし、勝ったのはグラスワンダーだ!やっぱり強いグラスワンダー!これが新しい栗毛の怪物!勝ちタイムがなんと、1分、33秒6!!見たかこのタイム!マルゼンスキーの再来です!勝ちタイム1分33秒6、レコードタイム!」（1997年朝日杯3歳ステークス）

- 「さあ先頭はキングヘイロー、右鞭が入った、セイウンスカイ、セイウンスカイがここで、満を持して先頭に立った!キングヘイローは下がっていく!その後ろから間を割ってスペシャルウィークやってきた!間を割ってスペシャルウィーク!スペシャルウィークと、そしてセイウンスカイだ、あっという間だ、並ばない、並ばない!あっという間にかわした、あっという間にかわした!スペシャルウィーク、スペシャルウィーク!外から、外から飛んでくる、16番のボールドエンペラー、ボールドエンペラー、セイウンスカイ、ダイワスペリアー、インコースからメジロランバート、夢を掴んだ武豊!!ついに夢を掴みました、武豊、スペシャルウィーク!このガッツポーズ、このガッツポーズ!最後まで残っていた夢、日本ダービー制覇!その夢を今つかんだ武豊とスペシャルウィーク!」（1998年日本ダービー・武豊が自身初の日本ダービー制覇）

- 「先頭はエルコンドル（パサー）、エルコンドル!エアグルーヴ来た!エルコンドル、スペシャルウィーク、エルコンドルだ、エルコンドルだ、エルコンドルパサー、スペシャルウィーク、エアグルーヴ、日本馬が上位独占!先頭は、エルコンドルパサァー!!（中略）2400（m）文句なし!マイラーと呼んだのは誰だ?エルコンドルパサー、2400文句なし!」（1998年ジャパンカップ）

- 「先頭はナリタトップロード、外からアドマイヤ!外からアドマイヤ!ナリタトップロード、アドマイヤ、テイエムオペラオー、アドマイヤだあーっ!!!アドマイヤベガです!母ベガの2冠達成から6年、またもその息子が輝く一等星に!アドマイヤベガ!!史上初の日本ダービー連覇、武豊、アドマイヤベガです!豊が信じたこの末脚、豊が信じたこの強さ、やはりこの大一番、アドマイヤベガです!」（1999年日本ダービー、武豊が史上初の日本ダービー連覇を達成）

- 「さあ500ｍ直線コース、生涯一度の夢舞台、残り400!栄光まで400!ジョウテンブレーブ先頭、ジョウテンブレーブ先頭か、外からは、懸命に、アタラクシア、あるいは、エアシャカールエアシャカール、アグネスフライト来たあーっ!外からアグネス（フライト）、外からアグネス!しかし、エアシャカール、エアシャカール、豊だ!アグネス、河内（洋）の夢も飛んできている!エアシャカールかエアシャカールか、それともアグネスか、アグネスか、河内の夢か、（武）豊の意地か、どっちだぁ!!エアシャカールか、アグネスフライトか!豊の（ダービー）V3か、河内洋、悲願のダービー初制覇か!素晴らしい競馬です!武豊、河内洋、師弟コンビの一騎打ち!外から河内、内で豊!」（2000年日本ダービー）

- 「クロフネは、クロフネは伸びない!クロフネ伸びない!ジャングルポケット、ダンツフレーム、インコースからは、インコースからはダンシングカラーも伸びてきている!先頭は、しかし、ジャングルだ!ジャングルだ!ジャングルポケット、ダンツフレーム、ダンツフレーム2番手!そしてその後ろからボーンキング追い込んで来る!勝ったのは、ジャングルポケット〜!!勝ったのはジャングルポケット、2着にダンツフレーム!マル外開放元年、新時代の扉をこじ開けたのは、内国産馬・ジャングルポケット!角田晃一ダービー初制覇!!」（2001年日本ダービー）

- 「さあ、早め先頭はコスモバルク、コスモバルク!さらに、キングカメハメハが外から一気に先頭に立つ!さらにはハイアーゲームもやって来ているが、キングカメハメハ、そしてハイアーゲーム、この2頭の一騎討ちになるのか？さあ、2頭の叩き合い!2頭の叩き合い!激しい叩き合いになった!しかしキングカメハメハ先頭だ、キングカメハメハ先頭だ!さらには、さらにはダイワメジャーも来た、大外を追ってハーツクライ、大外を追ってハーツクライ、しかし、先頭はキングカメハメハ!キングカメハメハ!今、最強の大王が降臨した!!キングカメハメハ強し!今、最強の大王が府中のターフに舞い降りました!勝ったのはキングカメハメハ!安藤勝己、悲願のダービー初制覇!勝ちタイムはなんと、2分23秒3!驚異的なダービーレコードです!!」（2004年日本ダービー）

- 「外からディープ（インパクト）!外からディープインパクト!ディープインパクトが捉える捉える!ハーツクライが来ている!ハーツクライ!ディープインパクト!ハーツクライか!ハーツクライか!ハーツクライ先頭だ!ハーツクライ!ディープインパクト!なんと!ハーツクライだ～!!ディープインパクト敗れる!ディープインパクト敗れる!勝ったのはハーツクライ!悲願のG1初制覇!早めにレースを進めたハーツクライ、クリストフ・ルメール!この瞬間、史上初の無敗の4冠はなくなった!ディープインパクト、武豊敗れる!」（2005年有馬記念）

- 「さあ、あなたから貰う最後の夢、あなたから貰う最後の勇気、そしてあなたに送る最後の祈り。ディープインパクト、ラストラン!そしてディープ、あなたは伝説になる!」（2006年有馬記念）

- 「さあ、ディープインパクトがここで、翼を広げるか?ディープが今、翼を広げた!外目を突いて上がってくる!メイショウサムソンをあっという間に置き去りにした!ディープインパクト先頭、ディープインパクト先頭!間違いなく飛んだ!間違いなく飛んだ!ディープインパクト先頭だ!ダイワメジャー、そして、ポップロックが飛んできている!最後の衝撃だ!これが最後の、ディープインパクト〜!!ラストランを見事に飾りました、ディープインパクト!これが、これが、私たちにくれる最後の衝撃!強い!ディープインパクト強し!」（同上）

- 「去年、ディープが翼を広げ、緑のターフを鮮やかに飛んだあの衝撃から1年が経ちました。ディープ一色の去年とは違います。天皇賞春秋連覇の馬、64年ぶりのダービー牝馬、牝馬GI3勝馬、ラストランに賭けるGI5勝馬、GI馬6頭、GI総勝利数17という超豪華グランプリです」（2007年有馬記念）

- 「先頭はダイワスカーレットか、インコースからマツリダゴッホ、経済コースを取った!マツリダゴッホがインコースから伸びてきている!残り200（m）を切りました!マツリダゴッホ先頭だ、マツリダゴッホ先頭だ!そして、ダイワメジャー、ダイワスカーレット、ダイワメジャーも来た!マツリダゴッホだ、マツリダゴッホだ!ダイワスカーレット届かない!経済コースをスルスルと、なんとマツリダゴッホだーっ!なんとマツリダゴッホ、経済コースをするすると、蛯名正義のマジック炸裂!2001年マンハッタンカフェ以来2度目のグランプリ制覇!蛯名がやってのけました!」（同上）

- 「内ラチ沿い、さあしごいてしごいて安藤勝己、ダイワスカーレット先頭だ!ダイワスカーレット先頭!そして早めスクリーンヒーロー2番手に上がって来た!さらに外目を突いて、あるいは14番のアドマイヤモナーク!そして黄色い帽子アルナスラインか!先頭はダイワスカーレットだ!ダイワスカーレット先頭だ!そしてスクリーンヒーロー!外からなんとアドマイヤモナークが2番手に上がった!勝ったのは13番、ダイワスカーレット～!!37年ぶり!夢の扉が今開かれた!37年ぶりに牝馬の有馬記念制覇!ダイワスカーレット、安藤勝己!文句なし!ダイワスカーレット、見事な逃げ切り!影を踏ますことはありませんでした!」（2008年有馬記念）

- 「空から舞い降りた夢のかけら、クリスマスのこの日、どんな夢をあなたは託しますか?競馬の神様というサンタがくれた今年最後のプレゼント、第56回有馬記念、あなたはどの馬に夢を託しますか?ラストランの最強牝馬、史上7頭目の三冠馬、連覇を目指す者、復活を期す者、史上最高のメンバーによる、最強の有馬記念です」（2011年有馬記念）

- 「先頭はしかし、ゆったりとしたペース、佐藤哲三がペースを落として、依然として、依然としてトップをキープ、ヴィクトワールピサ、さらにはトーセンジョーダン手が動いた。外からは武豊、レッドデイヴィスもやってきてる、オルフェーヴルが外に持ち出した!そして、ブエナビスタはインコース、ブエナビスタは、最後の直線、最後の有馬記念、インコースに取った!さあ、さあ、先頭は依然としてアーネストリー先頭だ!ヴィクトワールピサがやって来ている。さらに外からはエイシンフラッシュ、さらに外から来たあーっ!オルフェーヴルが来た!オルフェーヴル先頭だ!完全と、オルフェーヴル先頭!エイシンだ、エイシンフラッシュ、さらに外からトゥザグローリー突っ込んできた!勝ったのはしかし、オルフェーヴル〜!!強い!間違いなく強い!3歳4冠達成、オルフェーヴルです!古馬の壁はありません!この馬の目はもう、世界に向いているのかもしれません!日本に敵なし!オルフェーヴル完勝です!」（同上・これが自身にとって最後の実況となった）

などの名実況を残した。
以下はGI実況歴の詳細だが、ダートGI（フェブラリーステークス及び2000年から2007年までのジャパンカップダート（現・チャンピオンズカップ））については実況経験がない。
- 皐月賞 1994年 - 1997年・1999年
- NHKマイルカップ 1996年・1999年
- 優駿牝馬（オークス） 1989年 - 1995年
- 東京優駿（日本ダービー） 1996年 - 2001年・2003年 - 2004年
- 安田記念 1988年・1991年・1993年・1998年
- スプリンターズステークス 1991年・1993年・1995年 - 1996年
- 天皇賞（秋） 1991年 - 1994年・1996年 - 1997年
- ジャパンカップ 1998年 - 2001年・2004年 - 2005年
- 朝日杯3歳ステークス 1990年・1992年・1994年・1997年
- 有馬記念 2005年 - 2011年

## 出演
報道・情報番組
| 期間                               | 期間                               | 番組名             | 役職                                  | 担当日     | 備考 |
| ---------------------------------- | ---------------------------------- | ------------------ | ------------------------------------- | ---------- | --- |
| 1986年4月5日                       | 1987年3月29日                      | FNNスーパータイム  | スポーツキャスター                    | 休日       | |
| 1991年4月10日                      | 1992年3月26日                      | FNN World Uplink   | スポーツキャスター                    | 水・木曜日 | |
| 2000年4月3日                       | 2001年3月30日                      | プロ野球ニュース   | 総合司会                              | 平日       | |
| 2001年4月2日 および 2008年3月31日  | 2005年4月1日 および 2010年3月26日  | すぽると!          | 総合司会                              | 平日       | |
| 2005年4月5日                       | 2006年9月29日                      | すぽると!          | 総合司会                              | 火～金曜日 | |
| 2007年10月1日 および 2010年3月29日 | 2008年3月27日 および 2011年3月24日 | すぽると!          | 総合司会                              | 月～木曜日 | |
| 2007年10月6日                      | 2008年3月29日                      | ニュース&すぽると! | 『すぽると! WEEKEND SPECIAL』総合司会 | 土曜日     | |
| 2012年4月2日                       | 2024年9月27日                      | めざましテレビ     | 総合司会                              | 平日       | 2017年11月16日から同年12月8日の間は病気療養に伴い休養、2019年4月1日から放送されている『めざましテレビ全部見せ』の担当時期の詳細は同番組のページを参照、2020年4月10日から同年6月25日および同年8月21日から同年9月25日までの間は新型コロナウイルス緊急事態宣言を受け金曜日の出演を見合わせ |
| 2025年3月31日                      | 現在                               | Live News イット!  | 「三宅正治の極ネタ!」キャスター       | 平日       | |

- この他にもシフト制で土曜・日曜朝・昼、平日午後の『産経テレニュースFNN』、20:54の『FNNニュース』などニュースを担当していたことがあった。

バラエティ・中継実況・ドラマ（主にゲスト）・特別番組
- 夕やけニャンニャン 金曜日
- オレたちひょうきん族
- 酔いどれない競馬（CSフジテレビ739）
- クイズ!ヘキサゴン（深夜時代の司会および島田紳助の代理司会）また、事実上の続編番組であるクイズ!ヘキサゴンIIにも出演している
- スーパー競馬 → みんなのケイバ → みんなのKEIBA（末期は有馬記念のみ）
- アナ☆ログ（2008年2月3日放送「アナウンサーが出されたくないクイズ」の回に出演）
- 新春かくし芸大会（ナレーション・2007年から2009年まで）
- ネプリーグ
  - 2007年1月15日 アナウンサーチーム
  - 2007年6月4日 アナウンサーチーム
  - 2007年9月3日 世界柔道チーム
  - 2007年10月29日 バレーボールチーム
  - 2009年11月30日 K-1チーム
  - 2011年10月24日 ワールドカップバレーチーム
- 笑っていいとも! 金曜日「クイズ!お久しぶりゲストマラソン」実況
- F1グランプリ
- BASEBALL SPECIAL〜野球道〜
- 鍵のかかった部屋（2012年6月4日）
- VS嵐（2012年7月26日、クリフクライムでは中村光宏の代役・2013年8月8日）
- FNS27時間テレビ（1995年 - 1998年、2005年 - 2007年、2009年 - 2019年、2023年） 2001年は番組に内包されたオールスターゲームの実況／2009年と2010年には三輪車レースの実況を担当、2012年以降はめざましテレビのMCを担当。
- FNN総選挙2012 ニッポンの決意 JAPAN'S DECISION（司会・2012年12月16日、第46回衆議院議員総選挙）
- FNN参院選 真夏の決断2013（司会・2013年7月21日、第23回参議院議員通常選挙）
- AKB48じゃんけん大会～今夜新センター決定SP～（実況・2013年9月18日）
- FNN特報 列島縦断LIVE! ようこそ新元号SP（総合司会・2019年4月1日）
- ジャンクSPORTS（コーナーMC）

### テレビドラマ
- 医龍 -Team Medical Dragon- 4（2014年2月20日） - 山岡教授 役

### 映画
- 幕が上がる（2015年2月28日公開） - 静岡県立富士ケ丘高等学校の教師 役[7]
- エイプリルフールズ（2015年4月1日公開） - おめざめテレビキャスター 役

### 劇場アニメ
- ONE PIECE FILM GOLD（2016年7月23日公開） - レース実況 役

## 著書
- 『言葉に魂（おもい）をこめて』（2009年8月、ワニブックス刊）

この本はスポーツアナ仲間で同郷（広島県出身）の川﨑聡が勤める系列のテレビ西日本において、アナウンサーたちの勉強会でテキストとして用いられた。やはりスポーツアナ仲間であり、現在はテレビ西日本アナウンス部長を務める田久保尚英のブログを参照。

## 楽曲
- 「走れマキバオー」  フジテレビ系アニメ「みどりのマキバオー」オープニングテーマ。F・MAP（福井謙二・青嶋達也とのユニット）名義で三宅は合いの手・セリフ部分を担当している。

## その他
- 1993年、フジテレビ系列の番組にて池谷幸雄とゆうゆに速度300km/h以上での同乗体験をさせるという主旨の元、片山右京が駆るTS010を使用をしての撮影が行われた。

レポーターとして同行していたが、レーシングスーツ着用状態でヘルメットを渡され、特設の助手席に着席し、座った感想と室内のレポートを行い、後にタレント2人に同乗体験をさせるはずであった。しかし、実際には三宅に同乗をさせるというドッキリ企画であったため無言でドアは閉められた。
当時の鈴鹿サーキットはピットレーンの制限速度もなかったことから、片山は猛然とアクセル全開。三宅は車内ではまともに実況も行えずに絶叫し、バックストレッチでは326km/hに到達。周回を終えて戻ってきた際には放心状態であった。
- 長男は吉本興業の社員であり、ナインティナイン・雨上がり決死隊のマネジャーを経て現在はインパルス堤下のマネジャーを担当している[8][9]。